# Pardosa confusa
Pardosa confusa este o specie de păianjeni din genul Pardosa, familia Lycosidae, descrisă de Kronestedt, 1988. Conform Catalogue of Life specia Pardosa confusa nu are subspecii cunoscute.